# Orchideenwiese
Das Naturschutzgebiet Orchideenwiese befindet sich auf dem Gebiet der Gemeinde Küssaberg im Landkreis Waldshut.

## Kenndaten
Das Naturschutzgebiet wurde mit Verordnung des Regierungspräsidiums Südbaden vom 24. April 1964 ausgewiesen und hat eine Größe von 1,5864 Hektar. Es wird unter der Schutzgebietsnummer 3.067 geführt. Der CDDA-Code für das Naturschutzgebiet lautet 82289  und entspricht der WDPA-ID.

## Lage und Beschreibung
Das Naturschutzgebiet Orchideenwiese befindet sich auf dem Gebiet der Gemeinde Küssaberg auf der Gemarkung Dangstetten mit einer Gesamtgröße von rund 1,6 ha.
Das Naturschutzgebiet weist sich durch bunte Magerwiesen und -rasen aus und beherbergt seltene Orchideenarten.

## Schutzzweck
In der Verordnung von 1964 wurde kein wesentlicher Schutzzweck verankert.
Der Schutzzweck des Naturschutzgebiets wird heute in § 23 BNatSchG Abs. 1 Nrn. 1–3 definiert, wobei die Gründe für die Ausweisung eines Naturschutzgebiets nicht nur auf ökologische oder ästhetische Gesichtspunkte beschränkt sind, sondern sich auch auf wissenschaftliche, naturgeschichtliche und landeskundliche Aspekte erstrecken.

## Arteninventar
- Höhere Pflanzen/Farne[3]

Anacamptis pyramidalis (Pyramiden-Hundswurz), Himantoglossum hircinum (Bocks-Riemenzunge), Ophrys holoserica (Hummel-Ragwurz), Orchis ustulata (Brand-Knabenkraut)